# Saint-Geniez-d'Olt
Saint-Geniez-d'Olt é uma ex-comuna francesa na região administrativa de Occitânia, no departamento de Aveyron. Estendeu-se por uma área de 35,49 km². Em 2010 a comuna tinha 2 246 habitantes (densidade: 63,3 hab./km²).
Em 1 de janeiro de 2016 foi fundida com a comuna de Aurelle-Verlac para a criação da nova comuna de Saint-Geniez-d'Olt-et-d'Aubrac.